# Arma: Armed Assault
Arma: Armed Assault (wydana jako Arma: Combat Operations w Ameryce Północnej, nazwa stylizowana: ArmA: Armed Assault) – militarny symulator współczesnego pola walki stworzony przez Bohemia Interactive Studio. Pierwotnie gra miała się nazywać Operation Flashpoint 2, jednak z powodu braku praw do tego tytułu, studio musiało wybrać inną nazwę (gra Operation Flashpoint: Dragon Rising, która została stworzona przez Codemasters – fabularnie i technicznie te gry nie są powiązane).
Gra posiada wbudowany edytor, który pozwala na tworzenie własnych misji i kampanii. Dodatkowo istnieje możliwość stworzenia własnych dodatków w postaci nowych pojazdów lub wysp za pomocą wydanych przez twórców specjalnych narzędzi do modyfikacji.
W 2009 roku Bohemia Interactive wydała sequel gry Arma 2.

## Fabuła gry
Akcja gry dzieje się na fikcyjnej wyspie Sahrani, która jest podzielona na dwie części: północną – komunistyczną oraz południową – monarchistyczną. Pomiędzy nimi wybucha konflikt zbrojny, w którym bierze udział mała grupa amerykańskich sił, stacjonująca na wyspie w celu szkolenia Królewskiego Korpusu Armii Sahrani. Gracz ma możliwość wcielenia się w różne role: od zwykłego żołnierza, po pilota helikoptera i myśliwca.

### Sahrani
Sahrani jest fikcyjną wyspą, na której toczy się akcja gry. Znajdują się na niej dwa fikcyjne państwa: komunistyczna Demokratyczna Republika Sahrani ze stolicą w Bagango oraz monarchistyczne Królestwo Południowego Sahrani ze stolicą w Paraiso. Klimat wyspy jest bardzo zróżnicowany – od pustyń i lasów tropikalnych oraz liściastych na południu do gór i lasów iglastych na północy. Na wyspie znajdują się dwa lotniska leżące w pobliżu miast Pita (Republika) i Paraiso (Królestwo). Sama wyspa odzwierciedla powierzchnię odpowiadającą około 400 km². Sahrani jest bardzo zróżnicowana, jednak akcja gry skupia się głównie w rejonach niezbyt odległych od sieci komunikacyjnej, w przeciwieństwie do Operation Flashpoint, gdzie gracze mogli poznać każdy kilometr kwadratowy wysp archipelagu Malden. Najciekawsze miejsca na wyspie i w jej okolicy to:
- położona w pobliżu wyspa Rahmadi, na której znajduje się małe lotnisko
- miasto Ortego wyróżniające się śródziemnomorską architekturą
- miasto Corazol pełniące rolę strefy zdemilitaryzowanej oddzielającej dwa państwa
- liczne bazy wojskowe znajdujące się na Północnym Sahrani

## Broń i pojazdy
W Armed Assault do dyspozycji gracza oddano 47 rodzajów współcześnie używanej broni, w tym m.in.: M4A1, M16A4, AKS-74U, AK-74, M249 SAW, FGM-148 Javelin oraz M107 Barrett. Wiele z nich jest dostępnych w różnych wariantach. Dodatkowo gracz może skorzystać z 50 różnych pojazdów (lądowych, powietrznych i wodnych), takich jak: Stryker, M1A1 Abrams, T-72, AH-1Z SuperCobra, Ka-50 Hokum czy AV-8B Harrier II.

## Queen’s Gambit
W połowie 2007 roku został wydany expansion pack o nazwie Queen’s Gambit, który wnosi do gry nowe jednostki, misje, kampanie, wyspy Porto i Zjednoczone Sahrani oraz zawiera łatę 1.08 naprawiającą wiele błędów wersji podstawowej.